# Daniele Righi
Daniele Righi (Colle di Val d'Elsa, 28 de març del 1976) és un ciclista italià, ja retirat, que fou professional des del 1999 al 2012.
Va començar la seua carrera com a ciclista l'any 1999 a l'equip Mobilvetta Design-Northwave. El 2000, però, va fitxar per l'equip Alexia Alluminio on es va estar fins a l'any 2002 en què va fitxar pel Lampre.
Ha participat en carreres com ara el Giro d'Itàlia, la Volta Ciclista a Espanya o el Tour de França. Les úniques victòries amb què compta el seu palmarès són les contra-rellotge per equips de l'any 2003 a la Setmana Coppi i Bartali i la de l'any 2007 a la Volta a Polònia.
Una vegada retirat passà a exercir tasques directives a l'equip Lampre-Merida.

## Palmarès
- 1999
  - 1r al Giro del Valdarno
- 2003
  - Vencedor d'una etapa de la Setmana de Coppi i Bartali (CRE)
- 2007
  - Vencedor d'una etapa de la Volta a Polònia (CRE)

### Resultats al Giro d'Itàlia
- 2002. 85è de la classificació general
- 2004. 96è de la classificació general
- 2010. 49è de la classificació general
- 2011. 125è de la classificació general
- 2012. 101è de la classificació general

### Resultats a la Volta a Espanya
- 2003. 125è de la classificació general
- 2004. 107è de la classificació general
- 2010. 112è de la classificació general
- 2011. 141è de la classificació general

### Resultats al Tour de França
- 2005. 110è de la classificació general
- 2006. 109è de la classificació general
- 2007. 96è de la classificació general
- 2008. 127è de la classificació general
- 2009. 110è de la classificació general